# 2022 en santé et médecine
| Années de la santé et de la médecine : 2019 - 2020 - 2021 - 2022 - 2023 - 2024 - 2025    |
| Décennies de la santé et de la médecine : 1990 - 2000 - 2010 - 2020 - 2030 - 2040 - 2050 |

Le début de l'année 2022 est marqué par la poursuite de la pandémie de COVID-19 provoquée par le coronavirus SARS-CoV-2, avec une 5e vague débutée dans le dernier trimestre de l'année 2021, ainsi que les campagnes de vaccination qui y sont liées. L'apparition et la propagation de nouveaux variants de ce virus, notamment le variant Omicron apparu en Afrique australe — le premier cas a été détecté le 9 novembre 2021 au Botswana — et classé le 26 novembre 2021 comme variant préoccupant par l'Organisation mondiale de la santé (OMS),

## Événements

### Pandémie de Covid-19
- x

### Autres événements
- Épidémie de variole du singe de 2022.

## Décès
- x